# Викифункције
Викифункције су заједнички уређивани каталог рачунарских функција како би се омогућило креирање, модификација и поновна употреба изворног кода. Уско је повезан са Апстрактном Википедијом, проширењем Википодатака за креирање верзије Википедије независне од језика користећи њене структуриране податке. Привремено назван Викиламбда, коначно име Викифункција објављено је 22. децембра 2020. након такмичења за именовање. Викифункције су први Викимедијин пројекат који је покренут од Википодатака 2012. После три године развоја, пројекат је званично покренут у јулу 2023.